# Zümürxan
Zümürxan è un comune dell'Azerbaigian situato nel distretto di Bərdə. Conta una popolazione di 1 307 abitanti.